# 雙鹿
上海双鹿上菱企业集团是中華人民共和國上海市的一個白色家電生產企業，前身是1979年11月成立的上海電冰箱廠。該公司的雙鹿牌冰箱一度佔有較高的市場佔有率。1992年，該公司在上海證券交易所上市，公司也更名為上海双鹿电器股份有限公司。2000年後，雙鹿冰箱開始銷聲匿跡。2001年，上海双鹿电器股份有限公司被上海白猫股份有限公司收購。2004年，浙江中享电器有限公司從上海白猫股份有限公司手中收購双鹿商标的使用权，並成立上海雙鹿電器有限公司。2011年，上海雙鹿電器有限公司收購上菱電器製造有限公司，成立上海双鹿上菱企业集团有限公司。

## 外部連結
- 官方网站